# Caitlin Leverenz
Caitlin Leverenz (n. Tucson, 26 de febrer de 1991) és una nedadora estatunidenca i medallista olímpica als Jocs Olímpics de Londres 2012.

## Biografia
Amb tan sols 16 anys va participar en els Jocs Panamericans de 2007 en la prova de 200 m braça, guanyant una medalla d'or amb un temps de 2:25.62, sent est el rècord del campionat. Tres anys després va participar en el Campionat Pan-Pacífic de Natació de 2010 celebrat a Irvine. Va guanyar dos medalles de bronze en les proves de 50 m lliure i 50 m braça. En 2012 va nedar en els Jocs Olímpics de Londres 2012 en els 400 m combinat i en els 200 m combinat. En els 400 m combinat va arribar a nedar en la final, però es va quedar sense medalla en quedar en sisena posició. No obstant això en la prova de 200 m combinat va aconseguir la seva primera medalla olímpica, sent aquesta de bronze, i amb un temps de 2:08.95.